# Saint-Amarin

Saint-Amarin este o comună în departamentul Haut-Rhin din estul Franței. În 2009 avea o populație de 2.421 de locuitori.

## Evoluția populației
| An        | 1975  | 1982  | 1990  | 1999  | 2006  | 2009  |
| --------- | ----- | ----- | ----- | ----- | ----- | ----- |
| Populație | 2.035 | 2.305 | 2.400 | 2.440 | 2.486 | 2.421 |